# Газоснабжение
Система газоснабже́ния — организованная подача и распределение газового топлива для нужд народного хозяйства.

## Транспортирование газа на большие расстояния

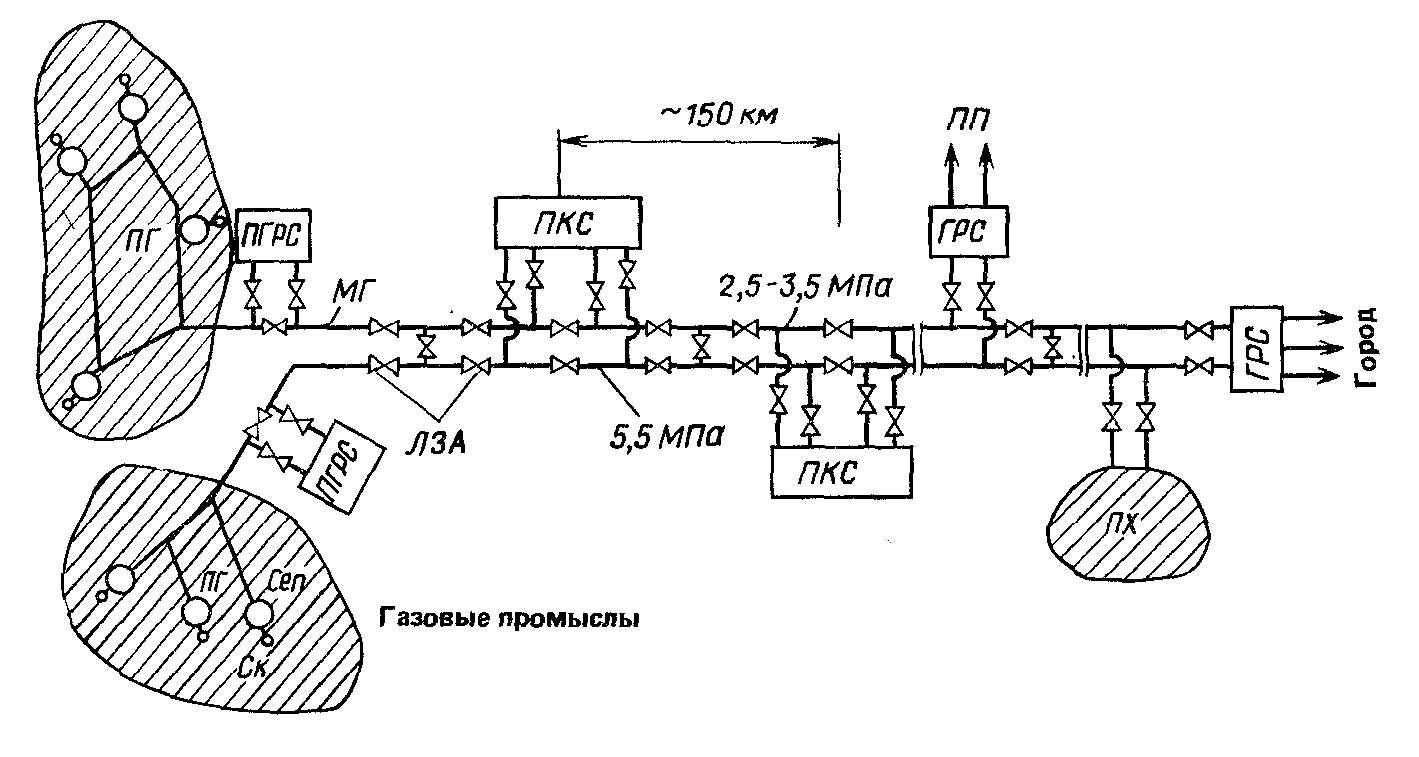
Схема газотранспортной системы: Ск — скважины, Сеп — сепараторы, ПГ — промысловые газопроводы, ПГРС — промысловая газораспределительная станция, МГ — магистральный газопровод, ПКС — промежуточная компрессорная станция, ЛЗА — линейная запорная арматура, ГРС — газораспределительная станция, ПХ — подземное хранилище газа, ПП — промежуточный потребитель

Газ, добытый из скважины, поступает в сепараторы, где от него отделяются твёрдые и жидкие механические примеси. Далее по промысловым газопроводам газ поступает в коллекторы и промысловые газораспределительные станции, где он очищается в масляных пылеуловителях, осушается, одорируется; давление газа снижается до расчётного значения, принятого в магистральном газопроводе. Компрессорные станции располагают примерно через 150 км.
Для возможности проведения ремонтов предусматривают линейную запорную арматуру, которую устанавливают не реже, чем через 25 км. 
Для надёжности газоснабжения магистральные газопроводы выполняют в две или несколько ниток. Газопровод заканчивается газораспределительной станцией, которая подаёт газ крупному городу или промышленному узлу. По пути газопровод имеет ответвления, по которым газ поступает к газораспределительным станциям промежуточных потребителей.
Для выравнивания сезонной неравномерности потребления газа служат подземные хранилища газа, для которых используются истощённые газовые и нефтяные месторождения, а при их отсутствии — в подземных водоносных пластах.

## Применение газа
- В коммунальном хозяйстве для приготовления пищи
- для технологических нужд предприятий коммунально-бытового обслуживания
- для нагревания воды, расходуемой для хозяйственно-бытовых и санитарно-гигиенических целей
- для отопления, вентиляции и кондиционирования воздуха жилых и общественных зданий

## Характеристика
В СССР общее потребление природного газа коммунальными хозяйствами в 1970 году составляло 24,1 млрд м³, в 1975 г. — 40 млрд м³. Газы природные горючие, искусственные газы, сжиженные газы — элементы, используемые при газоснабжении. Предприятия машиностроения, чёрной и цветной металлургии, ТЭС — это крупнейшие потребители природного газа. Газоснабжение городов, сёл, промышленных предприятий, дальнейшее расширение областей использования природного газа повышают уровень культуры производства и быта населения. Газоснабжение городов и промышленных предприятий природными и искусственными газами осуществляется по магистральным газопроводам, транспортирующим газ от мест его добычи или производства к потребителям. Транспортировка сжиженных углеводородных газов от газобензиновых заводов к потребителям осуществляется по продуктопроводам, железнодорожными и автомобильными цистернами, а также в баллонах; получает развитие морской транспорт сжиженных газов специальными судами — газовозами. Для надёжной работы системы вблизи крупных городов сооружаются подземные хранилища газа. Для газоснабжения малоэтажных жилых зданий и небольших коммунальных предприятий обычно применяют автономное газоснабжение оборудование которого представляет собой газобаллонные установки, состоящие из 1 или 2 баллонов со сжиженным газом, регулятора давления и газовых приборов (плита, водонагреватель). На 1 января 2019 г. в России газифицировано 68,6% жилых помещений.